# Бачеваць (Градина)
Бачеваць (хорв. Bačevac) — населений пункт у Хорватії, у Вировитицько-Подравській жупанії у складі громади Градина.

## Населення
Населення за даними перепису 2011 року становило 370 осіб.
Динаміка чисельності населення поселення:

## Клімат
Середня річна температура становить 11,58 °C, середня максимальна – 26,93 °C, а середня мінімальна – -6,05 °C. Середня річна кількість опадів – 758 мм.
| Клімат поселення                              | Клімат поселення | Клімат поселення | Клімат поселення | Клімат поселення | Клімат поселення | Клімат поселення | Клімат поселення | Клімат поселення | Клімат поселення | Клімат поселення | Клімат поселення | Клімат поселення | Клімат поселення |
| Показник                                      | Січ.             | Лют.             | Бер.             | Квіт.            | Трав.            | Черв.            | Лип.             | Серп.            | Вер.             | Жовт.            | Лист.            | Груд.            |                  |
| Середній максимум, °C                         | 6,48             | 8,61             | 13,32            | 17,88            | 23,30            | 26,93            | 25,83            | 25,26            | 20,52            | 15,46            | 9,90             | 5,27             |                  |
| Середня температура, °C                       | 0,20             | 2,36             | 7,08             | 11,63            | 17,03            | 20,67            | 22,11            | 21,53            | 16,80            | 11,77            | 6,18             | 1,56             |                  |
| Середній мінімум, °C                          | −6,05            | −3,91            | 0,81             | 5,37             | 10,79            | 14,41            | 18,40            | 17,83            | 13,09            | 8,04             | 2,48             | −2,17            |                  |
| Норма опадів, мм                              | 45               | 40               | 46               | 60               | 73               | 89               | 72               | 76               | 64               | 64               | 74               | 55               |                  |
| Середньомісячна швидкість вітру, м/с          | 2.20             | 2.50             | 2.80             | 2.70             | 2.40             | 2.20             | 2.16             | 1.92             | 2.00             | 2.00             | 2.20             | 2.26             |                  |
| Середньомісячна сонячна радіація, кДж/м²·день | 4115             | 6876             | 10780            | 15255            | 19354            | 21448            | 22199            | 19744            | 14585            | 8994             | 4634             | 3395             |                  |
| --------------------------------------------- | ---------------- | ---------------- | ---------------- | ---------------- | ---------------- | ---------------- | ---------------- | ---------------- | ---------------- | ---------------- | ---------------- | ---------------- | ---------------- |
| Джерело:                                      |                  |                  |                  |                  |                  |                  |                  |                  |                  |                  |                  |                  |                  |